# Седжерс, Джино
Джино Седжерс (род. 4 марта 1978) — американский актёр. Известен по своим ролям в сериалах «Банши», «Два Короля» и «Волчонок».

## Биография
Джино Седжерс был футболистом и борцом-атлетом в средней школе. Он играл в футбол за Западно-Каролинский университет, потом Серджес играл в Американской Национальной лиге Регби. Оттуда он переехал в Новую Зеландию, чтобы играть в регби за команду Ричмонд Роверс.

## Озвучка
По предложению друга, Седжерс решил поучаствовать в кастинге на роль в рекламе по радио Новой Зеландии. Благодаря примечательному природному басу актёр привлёк внимание агентов, после чего Седжерсу предложили роль в мюзикле «Король Лев».

## Телевидение
Недовольный отсутствием главных ролей, Седжерс возвращается в Новую Зеландию, где он получает приглашение на роль в телесериале Два Короля. Седжерс получил роль Мейсона Макулы, охранника королей близнецов Брэди и Бумера. Мейсон Макула — бесстрашный Королевский советник и верный друг родителей Боза, Брэди и Бумера. Также отец Микейлы Макулы. На одну четвёртую сасквоч, из-за чего короли над ним насмехаются. Предостерегает королей от опасностей. Действия происходят на полинезийском острове Кинку.
В 2014—2016 годах снимался в американском криминальном телесериале «Банши» в роли Чейтона Литтлстоуна — лидера банды «Красные кости» племени Кинахо.